# FC Spandau 06
Maillots
Dernière mise à jour : 7 mai 2011.
Le FC Spandauer 06 est un club allemand de football, localisé dans la commune de Spandau dans l'arrondissement du même nom à Berlin.
Ce club résulte d'une fusion, survenue en 2003, entre le Spandauer BC 06 et le 1. FC Spandau.

## Localisation

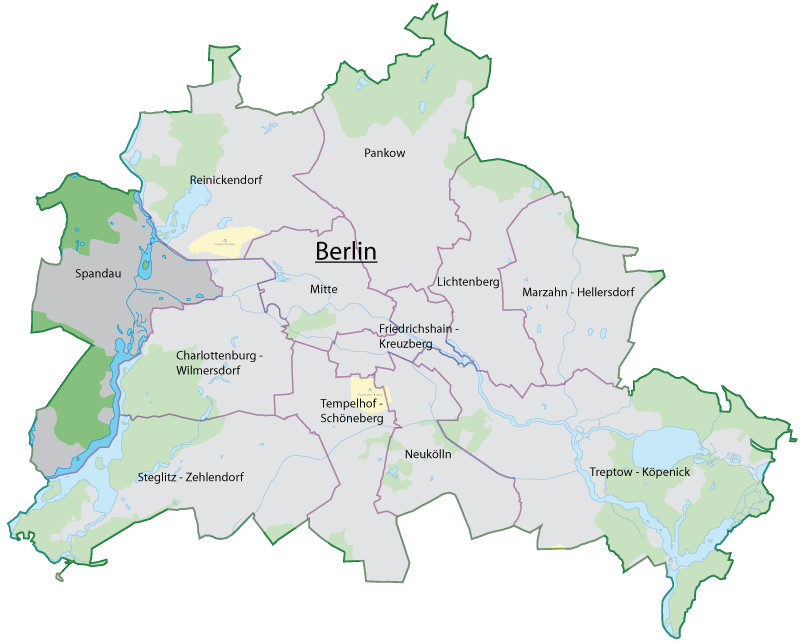
Arrondissement de Spandau
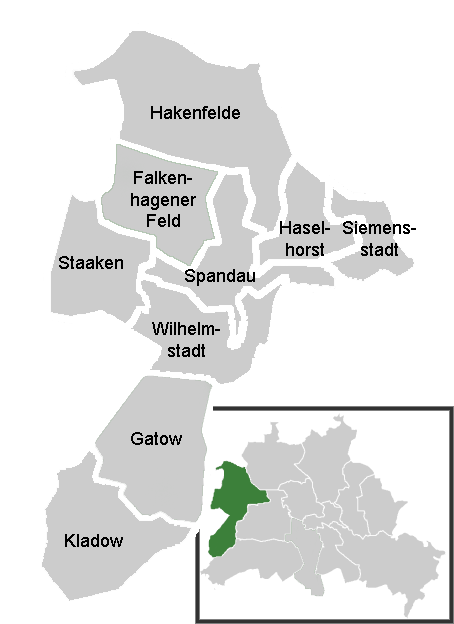
quartier de l'arrondissement de Spandau

## Histoire
MLe club actuel fut constitué le 1er juillet 2003 par la fusion entre le Spandauer BC 06 et le 1. FC Spandau.

### Spandauer BC 06

ancien logo du Spandauer BC 06

Le club initial fut créé le 6 juin 1906 sous l'appellation de SC Britannia 06 Spandau. En 1911, le cercle engloba le Konkordia Spandau nouvellement fondé.
Après la Première Guerre mondiale, en 1919, le SC Britannia 06 fusionna avec le Borussia 1916 Spandau. Deux ans plus tard, une nouvelle fusion, avec cette fois le SC Hertha Spandau, fut assortie d'un changement de dénomination. Le club devint le Spandauer Ballspiel Club 06 ou Spandauer BC 06.
En 1933, le SBC 06 manqua de peu la qualification pour la Gauliga Berlin-Brandenburg, une des seize ligues créées sur ordre des Nazis qui venaient d'arriver au pouvoir. Le cercle évolua au 2e niveau de la hiérarchie jusqu'au terme de la Seconde Guerre mondiale.
En 1945, le club fut dissous par les Alliés, comme tous les clubs et associations allemands (voir Directive n°23).
Le club fut reconstitué immédiatement sous l'appellation de Sportgruppe Spandau-Wilhelmstadt ou SG Spandau-Wilhelmstadt. En 1949, il reprit son nom de Spandauer BC 06.
Pendant près de trois décennies, le club joua au sein des ligues inférieures berlinoises. En 1976, il monta en Oberliga Berlin, une ligue créée deux ans plus tôt au 3e niveau de la hiérarchie du football ouest-allemand. Le SBC 06 y évolua pendant 15 saisons consécutives, soit jusqu'à la dissolution de cette ligue au terme de la saison 1990-1991.
Le Spandauer BC 06 joua les deux saisons suivantes dans l'Oberliga Nordost (toujours au niveau 3), puis fut relégué en Verbandsliga Berlin en 1993 en football. Il y resta jusqu'en 1998 puis descendit en Landesliga Berlin soit un passage du 5e au 6e niveau. Il remonta en 2001.

### FC Spandau 06
En 2003, le Spandauer BC 06 fusionna avec le 1. FC Spandau pour former le FC Spandau 06. Cinq ans plus tard, la Verbandsliga (renommée Berlin Liga) recula au 6e étage de la pyramide du football allemand, à la suite de la création de la 3. Liga, en tant que "Division 3".
En 2010-2011, le FC Spandau 06 évolue en Berlin Liga, soit au 6e niveau de la hiérarchie de la DFB.